# 黃梓浩
黃梓浩（Wong Tsz Ho，1994年3月7日—），生於香港，香港足球運動員，司職左後衛，現時效力香港超級聯賽球隊東方。

## 球會生涯
黃梓浩生於香港，是石澳原居民，從小便參加麥當奴青訓計劃，直到到南華青年軍才接受正式訓練。16歲經同學謝朗軒介紹下到東方青年軍，然後獲李健和及羅繼華教練安排參與丙組聯賽，在2013/14球季獲教練李健和宣佈提昇他與姚浩明、黃駿軒和劉浩霖四名年青球員跟隨東方升班，首季職業生涯即在甲組聯賽獲得上陣機會，於2014年3月30日作客太陽飛馬的賽事後備上陣，上演頂級聯賽首戰。
2014年8月，黃梓浩外借至香港超級聯賽球隊黃大仙。2014年11月29日，黃大仙以3–1反勝太陽飛馬，黃梓浩在補時6分鐘替黃大仙取得加盟後首個入球，助球隊踢入本地高級組銀牌準決賽。2015年7月，夢想駿其宣佈獲黃梓浩外借至球隊。2015年9月12日，港超聯首場聯賽在深水埗運動場上演，由夢想駿其主場迎戰黃大仙，黃梓浩於60分鐘勁射取得加盟後首個入球，最終夢想駿其以2–0擊敗黃大仙。
2016年8月，黃梓浩外借至香港超級聯賽球隊理文流浪，期間上陣8場。2017年1月9日，東方龍獅透過其社交網站宣布，黃梓浩正式回歸東方龍獅，將會披上30號球衣，更有機會出戰亞冠盃分組賽。2017年2月5日，東方龍獅於旺角大球場迎戰九巴元朗，回歸後第二場為東方上陣的黃梓浩於50分鐘取得回歸母會後的首個入球，最終東方龍獅以2–0擊對手。
2017年2月22日，史上首支參與亞冠盃分組賽的東方龍獅作客廣州恒大，黃梓浩於開賽僅3分鐘在護空門期間誤頂中手部，被球證指犯手球，被判12碼並以領紅牌離場，離場時雙眼通紅更一度流下男兒淚，其後東方龍獅再有黃志聰領紅被逐，全場大部分時間少打兩人，最終東方龍獅亦以0–7慘敗但教練陳婉婷指未來仍會繼續對他投以信任一票。其後，黃梓浩表現越戰越勇，更於季尾首次入選香港足球明星選舉的最佳十一人及當選最佳青年球員。

## 國際賽生涯
2016年5月23日，黃梓浩入選香港代表隊的決選名單，出戰在緬甸仰光舉行的緬甸AYA銀行盃2016。2016年6月6日，緬甸AYA銀行盃2016季軍戰，黃梓浩首次代表香港隊在國際賽上陣，並踢足全場，但最終香港以0–3不敵緬甸，包尾列第4而回。
2017年1月4日，在第39屆省港盃次回合的賽事中，黃梓浩於20分鐘接應右路傳中頂成1–0，取得個人首個香港隊入球，也為香港在總比數上追成平手，但最終香港兩回合計以總比數3–4落敗。

## 國際賽事紀錄
- 僅列出國際A級比賽

| 上陣次數 | 時間          | 地點                    | 對手   | 比數 | 賽事性質      | 入球(累計) |
| -------- | ------------- | ----------------------- | ------ | ---- | ------------- | ---------- |
| 1        | 2016年6月5日  | 緬甸 吉諦瑜杜烏拿體育場 | 緬甸   | 0–3  | AYA銀行盃2016 | 0 (0)      |
| 2        | 2017年3月23日 | 約旦 安曼國際體育場     | 约旦   | 0–4  | 國際友誼賽    | 0 (0)      |
| 3        | 2017年8月31日 | 新加坡 惹蘭勿剎體育場   | 新加坡 | 1–1  | 國際友誼賽    | 0 (0)      |

## 榮譽
東方
- 香港足總盃冠軍（2013–14、2019–20、2023–24、2024–25季度）
- 香港高級組銀牌冠軍（2019–20、2024–25季度）
- 香港菁英盃冠軍（2020–21季度）

香港代表隊
- 港澳埠際賽冠軍（2014、2015、2016年）
- 省港盃冠軍（2018年）

個人
- 香港足球明星選舉 明星十一人（2016–17季度）
- 香港足球明星選舉 最佳青年球員（2016–17季度）

## 外部連結
- 香港足球總會網頁球員註冊資料 （页面存档备份，存于）